# Federació d'Associacions Gitanes de Catalunya
La Federació d'Associacions Gitanes de Catalunya és una entitat sense ànim de lucre que acull 96 associacions gitanes. Es va crear l'any 1991 amb la finalitat de defensar i promoure els drets i la cultura del Poble Gitano a Catalunya.